# الغشيمية (فرع العدين)

تعديل مصدري - تعديل

الغشيمية هي إحدى قرى عزلة الوزيرة بمديرية فرع العدين التابعة لمحافظة إب، بلغ تعداد سكانها 759 نسمة حسب تعداد اليمن لعام 2004.